# Severino Rigoni
Severino Benedetto Rigoni (Gallio, 3 de octubre de 1914-Padua, 14 de diciembre de 1992) fue un deportista italiano que compitió en ciclismo en la modalidad de pista. Fue profesional entre 1938 y 1957.
Participó, como amateur, en los Juegos Olímpicos de Berlín 1936, obteniendo una medalla de plata en la prueba de persecución por equipos. Además, obtuvo varias victorias en las carreras de seis días: Berlín 1949, Nueva York 1950, Münster 1951, Río de Janeiro 1956 y São Paulo1957.

## Medallero internacional
| Juegos Olímpicos | Juegos Olímpicos  | Juegos Olímpicos | Juegos Olímpicos        |
| Año              | Lugar             | Medalla          | Competición             |
| ---------------- | ----------------- | ---------------- | ----------------------- |
| 1936             | Berlín (Alemania) | Medalla de plata | Persecución por equipos |